# Calloristus cavernarum
Calloristus cavernarum is een hooiwagen uit de familie Trionyxellidae. De wetenschappelijke naam van Calloristus cavernarum gaat terug op Turk.